# Инфант Альфонсо, герцог Галлиера
Альфонсо де Орлеан и Бурбон (исп. Alfonso de Orleans y Borbón, V duque de Galliera; фр. Alfonso de Orleans y Borbón; 12 ноября 1886, Мадрид — 6 августа 1975, Санлукар-де-Баррамеда) — испанский инфант, 5-й герцог Галлиера (24 декабря 1930 — 14 июля 1937). Военный летчик испанских ВВС и двоюродный брат короля Испании Альфонсо XIII.

## Ранняя жизнь
Альфонсо родился в Мадриде. Старший сын инфанта Антонио де Орлеана и Бурбона (1866—1930), 4-го герцога Галлиера (1890—1930), и его жены, инфанты Эулалии Испанской (1864—1958). По отцовской стороне он был внуком Антуана Орлеанского, герцога де Монпансье (1824—1890), а по материнской линии являлся внуком королевы Испании Изабеллы II.
30 ноября 1886 года он был крещен в Королевском дворце в Мадриде под именем Альфонсо Мария Франсиско Антонио Диего.
В 1899—1904 годах Альфонсо и его младший брат Луис Фернандо учились в иезуитском Бомонт-колледже в Англии.

## Авиационная карьера
В 1906 году Альфонсо окончил Академию Милитар-де-Толедо (Военная академия Толедо). В 1910 году проходил стажировку в качестве пилота во Франции. После возвращения в Испанию он стал одним из первых и самых выдающихся авиаторов в испанской армии. В 1925 году Альфонсо служил начальником воздушных операций по высадке десанта в Эль-Хосейме в Марокко.
В мае 1930 года Альфонсо был одним из пассажиров во время рейса дирижабля Граф Цеппелин из Севильи в Бразилию. Затем он летал на Графе Цеппелине в Нью-Йорк и посетил президента Герберта Гувера в Вашингтоне (округ Колумбия), перед возвращением в Испанию.
27 февраля 1931 года Альфонсо был назначен королем Альфонсо XIII начальником штаба испанских ВВС и командующим первого первого аэрорайона.
После образования Второй Испанской республики 14 апреля 1931 года Альфонсо был выслан в Лондон. Когда в 1932 году он вернулся в Испанию, он был заключен в тюрьму Вилла-Сиснерос (ныне Дахла, Западная Сахара). 1 января 1933 года Альфонсо и еще 30 заключенных монархистов сбежали из заключения на лодке, проплыв 1800 миль до Лиссабона.
В 1937 году после начала Гражданской войны в Испании Альфонсо вернулся на родину, где возглавил воздушные силы генерала Франсиско Франко. В конце войны он получил чин генерала. Он был назначен начальником ВВС второго дивизиона в 1940 году. Через три года Альфонсо получил чин бригадного генерала.
На протяжении многих лет Альфонсо был неофициальным представителем в Испании графа Хуана Барселонского, сына и наследника короля Альфонсо XIII. В 1941 году Альфонсо стал крестным отцом инфанта Альфонса, младшего сына графа Барселонского. В 1945 году Альфонсо отказался от своей должности в испанских ВВС, чтобы продемонстрировать свою поддержку Лозанского манифеста графа Барселонского, в котором заявлялось о восстановлении монархии в Испании. Это решение положило конец его военной карьере, хотя он продолжал пилотировать гражданские самолеты.

## Брак и дети

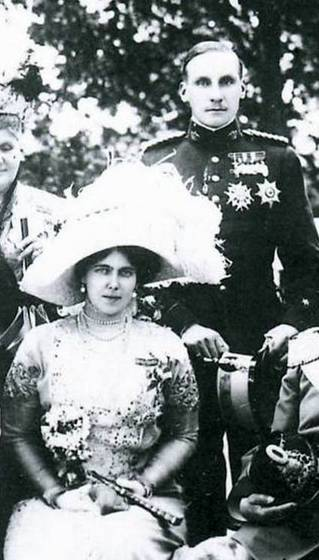
Инфант Альфонсо Орлеанский и его жена, принцесса Беатриса Саксен-Кобург-Готская

15 июля 1909 года Альфонсо женился на принцессе Беатрисе Саксен-Кобург-Готской (1884—1966), дочери Альфреда, герцога Саксен-Кобургского и Готского (второго сына королевы Великобритании Виктории). В замке Розенау состоялась гражданская церемония, а затем католическая религиозная церемония состоялась в церкви Святого Августина в Кобурге. Протестантская церемония произошла в замке Калленберг.
«Нью-Йорк таймс» сообщала, что Альфонсо не получил разрешения своего двоюродного брата короля Испании Альфонсо XIII на заключение брака, что он «лишен своих испанских почестей и наград». Беатрис была воспитана протестанткой и не хотела переходить в католицизм. Через несколько дней после заключения брака выяснилось, что король Альфонсо XIII не имел никаких личных возражений против брака: в действительности он поощрял его и использовал свое влияние, чтобы получить разрешение на католическую церемонию. Тем не менее, испанское правительство настаивало на том, что брак испанского инфанта с протестанткой не может получить официального одобрения.
Из-за своего брака с протестанткой Альфонсо был исключен из своего полка. «Нью-Йорк Таймс» сообщила, что он должен попасть «на дисциплинарный совет за то, что женился без разрешения военных властей».
У Альфонсо и Беатрис было трое детей:
- Инфант Альваро, герцог Галлиера (20 апреля 1910 года — 22 августа 1997 года)
- Альфонсо де Орлеан (28 мая 1912 года — 18 ноября 1936 года), умер во время гражданской войны в Испании, не женат, бездетен
- Атаульфо де Орлеан (20 октября 1913 года — 8 октября 1974 года), не женат, бездетен

## Поездка в Северную Америку
В 1928 году Альфонсо посетил Северную Америку в сопровождении своей жены и старшего сына. Посещение должно было быть предварительным перед поездкой короля Альфонсо XIII. 13 ноября они прибыли в Нью-Йорк, где они остановились в доме генерала Корнелиуса Вандербильта III . Они были тогда гостями Мойсеса Тейлора Пайна в его доме в Рослине, Лонг-Айленд. Они отправились в Филадельфию, где были гостями Джозефа Эрли Виденера. Позже они посетили Вашингтон, округ Колумбия (где они встретились с вице-президентом Чарлзом Гейтсом Дауэсом Бостон, Монреаль (где они встретили генерал-лейтенантом Квебека Нарциссом Перодо), Детройт и Ниагарский водопад. Супруги покинули Нью-Йорк и вернулись в Испанию 7 декабря.

## Смерть
В 1975 году 88-летний Альфонсо, герцог Галлиера, скончался от сердечного приступа в своем дворце в Санлукар-де-Баррамеда. Фонд имени Инфанта де Орлеана, фонд, посвященный сохранению исторических самолетов в Испании, основанный в 1989 году, назван в его честь.